# قصر الإمارة (أملج)
قصر الإمارة يقع القصر وسط مدينة أملج القديمة، ويأخذ شكل القلعة الحصينة في تخطيطه٬ وكان مقرًا للإمارة لفترة طويلة٬ ويعد من الأمثلة القليلة الباقية من المباني القديمة بمدينة أملج.

## التاريخ

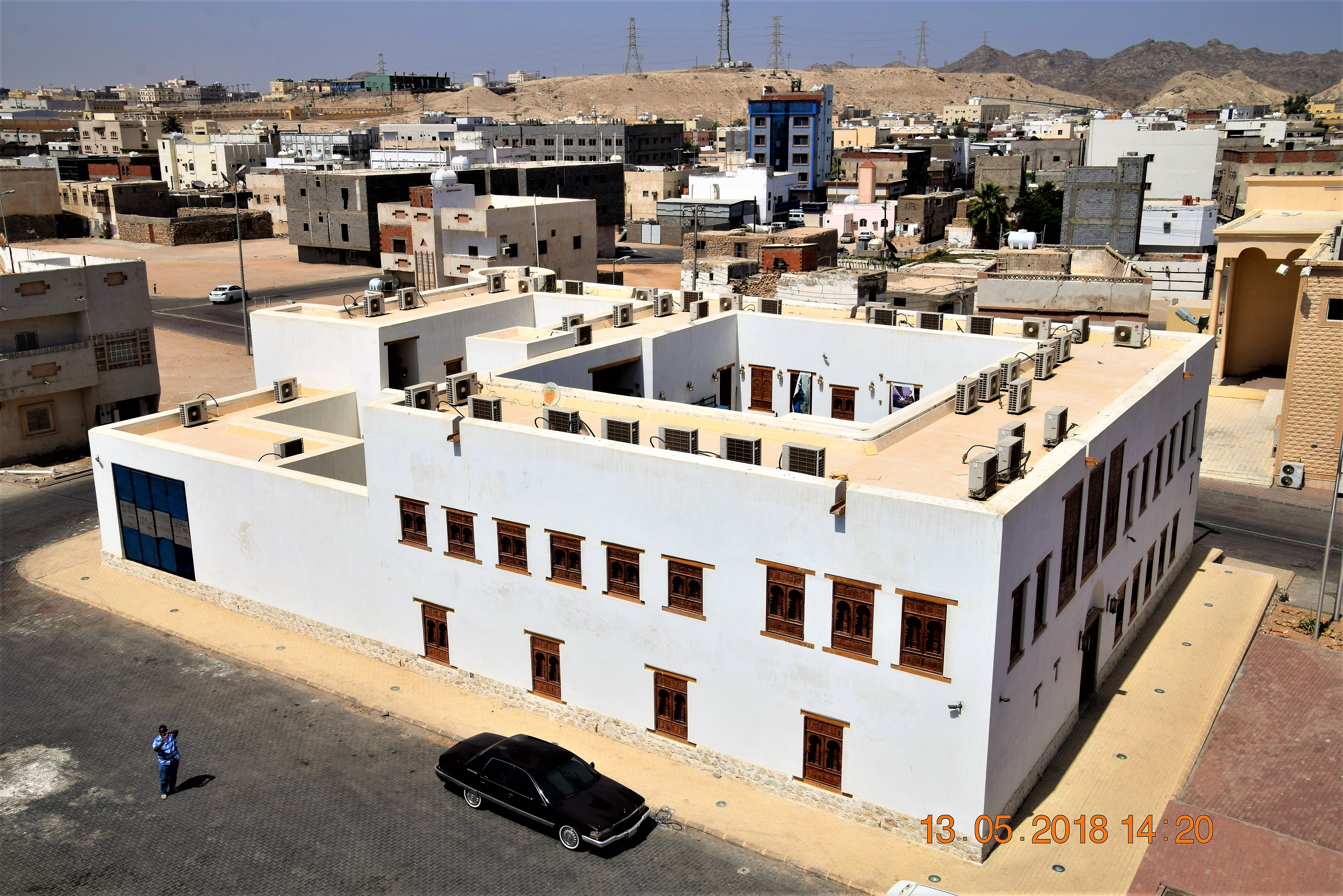

تقع قلعة أملج وسط البلدة شمال الميناء الحالي للمدينة، حيث تم بنائها عام 1304 هـ بأمر من الحكومة العثمانية لتكون مركزاً للحكم ومقرا للحاكم والحامية العسكرية، والتي بنيت من الصخور البركانية السوداء التي تم جلبها من موقع الحوراء الأثري شمال أملج بشكل مستطيل يبلغ طوله 30م وعرضه 25م، وللقلعة بوابة واحدة من الجهة الجنوبية يعلوها روشان يبلغ ارتفاعه 4 أمتار داخله درج حلزوني يصعد إلى أعلى الروشان للاستطلاع عن السفن القادمة إلى الميناء، ويوجد بها عدة حجرات بعضها خاص بسكن الحاكم وبعضها لاستقبال الوفود وأخرى تستخدم كسجن. في عام 1336 هـ تم تدمير القلعة تدميراً كاملاً من قبل القوات البحرية الايطالية حيث توجهت إليها سفينتان تسمى احدهما فوكس يقودها القبطان بوبل، وتم قصفها بالمدافع حينما كانت بطريقها إلى ميناء ينبع البحر.

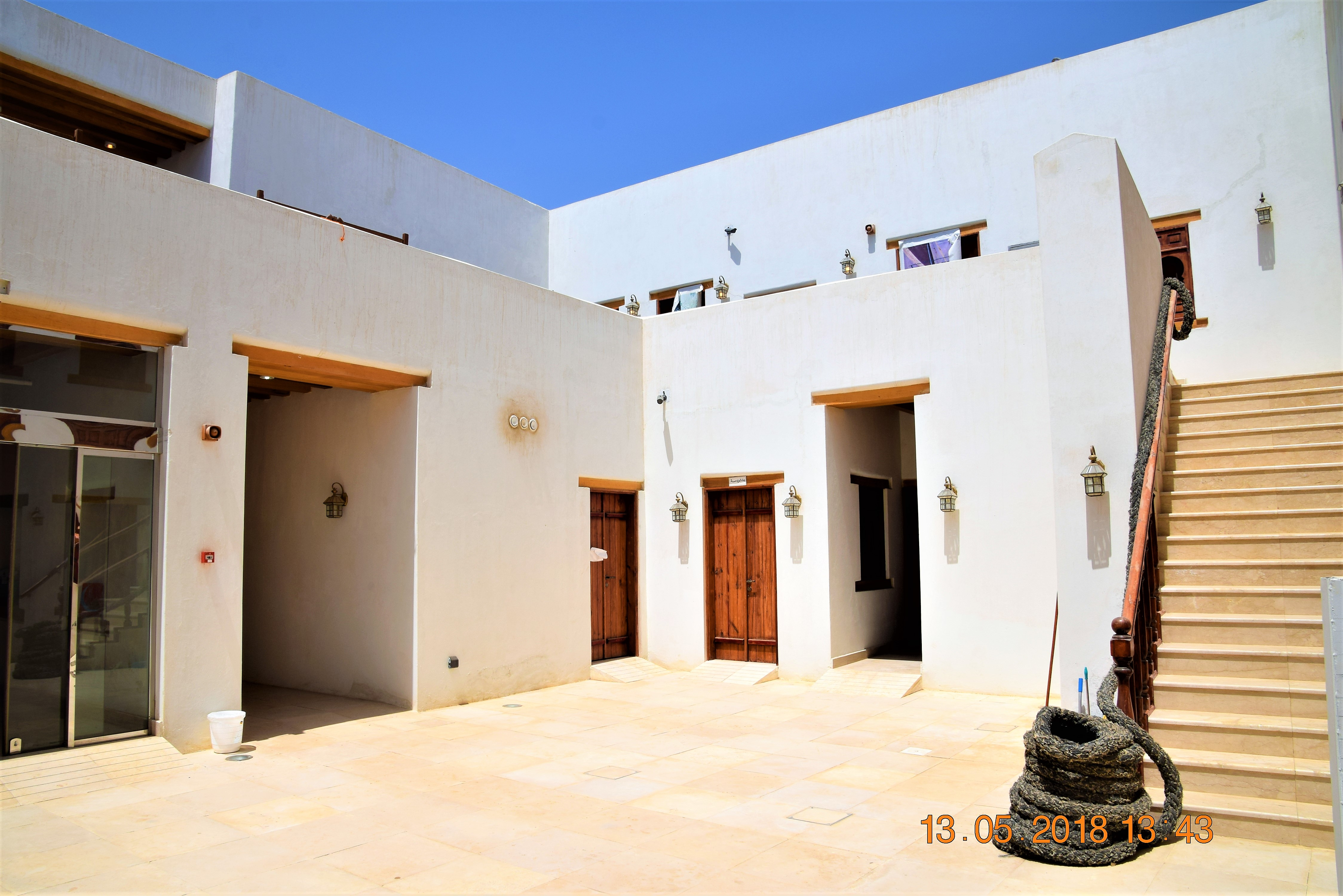

كلَّف الشريف فيصل بن حسين أهالي أملج بإعادة بناء القلعة من جديد وقام بجلب بنائين من جدة لإعادة إعمار القلعة، ولكن البناء الجديد اختلف تمامًا عن البناء القديم والذي بني على الطراز المعماري السائد في منطقة الساحل الغربي السعودي، واستمر مقراً للحكومة العربية الهاشمية وحاكم أملج من الأشراف محمد علي أبو شريان، وعرف عند أهالي أملج حينها بقصر الشريف، إلى أن زال حكم الأشراف. ثم أعيد ترميمه في عام 1375 هـ وزيادة عدد الغرف بداخله وزيادة طابق ثاني في البناء حيث تم اتخاذه مقراً للأمارة وحاكم أملج ثم انتقلت منه الإمارة للمبنى الجديد في عام 1395 هـ إلى أن أسند الاهتمام به إلى وزارة السياحة السعودية.